# Hydrolagus purpurescens
Hydrolagus purpurescens är en broskfiskart som först beskrevs av Gilbert 1905.  Hydrolagus purpurescens ingår i släktet Hydrolagus och familjen havsmusfiskar. Inga underarter finns listade i Catalogue of Life.
Arten förekommer med flera från varandra skilda populationer i norra Stilla havet nära Japan, Sachalin och Hawaii. Den vistas vanligen i områden som ligger 1100 till 1900 meter under havsytan. Exemplaren når en absolut längd av upp till 138 cm (eller maximal 150 cm). Antagligen har arten en långsam utveckling. Honor lägger ägg.
Några exemplar hamnar som bifångst i fiskenät. Hela populationen anses vara stabil. IUCN kategoriserar arten globalt som livskraftig (LC).